# Machairasaurus
Machairasaurus („ještěr s dýkou“) byl rodem menšího teropodního dinosaura z čeledi Oviraptoridae. Žil v období svrchní křídy (asi před 84 až 68 miliony let) na území dnešní Číny (Vnitřní Mongolsko, souvrství Bayan Mandahu). Typový druh M. leptonychus byl popsán paleontology N. Longrichem, P. J. Curriem a Z. M. Dongem v roce 2010.

## Popis
Objeveny byly jen části kostí předních a zadních končetin, které však jasně dokládají příslušnost tohoto dinosaura k čeledi Oviraptoridae. Přední končetiny byly poměrně robustní a dobře se hodily k vyhrabávání rostlinných částí (semen, oddenků, bobulí apod.) z půdy. Zdá se tedy, že tito teropodi byli druhotně býložraví nebo přinejmenším všežraví. Tento dinosaurus dosahoval délky asi 1,5 metru.